# Trachypodopsis flaccida
Trachypodopsis flaccida là một loài rêu trong họ Trachypodaceae. Loài này được (Cardot) M. Fleisch. mô tả khoa học đầu tiên năm 1906.